# Timo Vertala

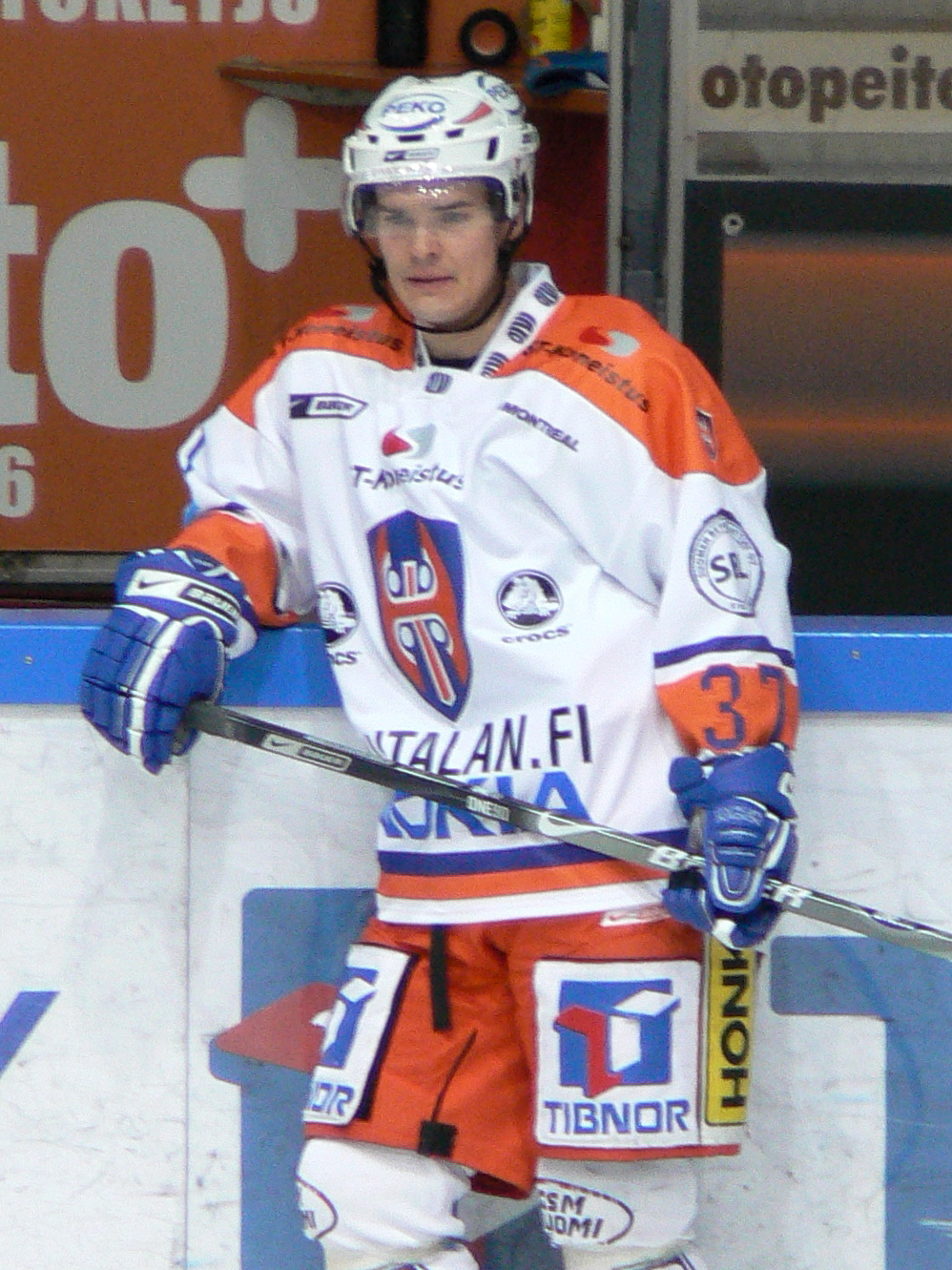
Vertala i Tappara 2009

Timo Vertala, född 2 maj 1978, är en finländsk ishockeyspelare.

## Karriär
- 1993–1999 JYP (FM-ligan+J)
- 1999–2001 Tappara (FM-ligan)
- 2001–2002 Citadelles de Québec (AHL)
- 2002–2004 Jokerit (FM-ligan)
- 2004–2006 Tappara (FM-ligan)
- 2006– HV71

## Meriter
- 25 A-landskamper, 4 B och 34 J.
- J18 EM-silver 1996
- J20 VM 1997
- J20 VM-guld 1998